# Вини Мур
Вини Мур (на английски: Vinnie Moor) е американски музикант – главно рок китарист, инструменталист и композитор.

## Биография
Роден през 1964 в Ню Кастл, Делауер, САЩ. През1986 г., когато е само на 22 излиза дебютният му солов албум „Mind's Eye“, в който Тони Макалпайн e кийбордист. През 1988 PolyGram издават „Time Odyssey“, който влиза за 7 седмица в американската класация за албуми „Billboard 200“ и достига до 147 място. Вини Мур има издадени 10 солови албума, последният от които „Aerial Visions“ е от 2015 г.
Вини Мур е познат също и като китарист на различни хардрок и хевиметъл групи и проекти. През 1985 записва китарите в дебютния албум на американската пауър метъл банда Vicious Rumors – „Soldiers of the Night“. През 1990 г. се присъединява към на групата на Алис Купър и записва китарни партии за един от най-успешните му албуми – „Hey Stoopid“. От 2003 година е основен член и китарист на английската хардрок банда „UFO“, с която има издадени 7 албума.
През 2011 Вини Мур изнася солови концерти в София и Бургас. През 2015 свири с UFO на Каварна рок фест

## Китарна техника
Шрединг

## Инструменти
Вини Мур свири с китари „Дийн“ сигничър модел (Dean VM-2000 Signature model).

Китарни лампови усилватели „Енгл“ (ENGL).

## Дискография

### Соло албуми
- Mind's Eye (1986) Label: Shrapnel Records
- Time Odyssey (1988) Label: Shrapnel Records
- Meltdown (1991) Label: Relativity
- Out of Nowhere (1996) Label: Mayhem
- The Maze (1999) Label: Shrapnel Records
- Live! (2000) Label: Shrapnel Records
- Defying Gravity (2001) Label: Shrapnel Records
- Collection (2006) Label: Shrapnel Records
- To the Core (2009) Label: Mascot
- Aerial Visions (2015) Label: Mind's Eye Music

### Red Zone Rider
- Magna Carta (2015) Label: Magna Carta Records

### UFO
- You Are Here (2004) Label: SPV
- Showtime (2005) Label: SPV (2CD)
- The Monkey Puzzle (2006) Label SPV
- The Visitor (2009) Label: SPV
- Best of a Decade (2010) Label: SPV
- Seven Deadly (2012) Label: SPV
- A Conspiracy of Stars (2015) Label CPV

### Трибюти и компилации
VA: Tribute To Deep Purple
- Smoke On The Water (1994) Label: Shrapnel Records

VA: Tribute To Santana
- Viva Carlos –  (2006) Label: Tone Center

### Като гост китарист и като член на група
Vicious Rumors
- Soldiers Of The Night (1985) Label: Shrapnel Records

Alice Cooper
- Hey Stoopid (1991) Label: EPIC

Джордан Рудес
- Rhythm Of Time (2004) Label: Magna Carta

Destruction
- D.E.V.O.L.U.T.I.O.N. (2008)

Michael Angelo Batio
- Hands Without Shadows 2 (2009)

Глен Дроувър
- Metalusion (2011)